# Elisabeth Söderström
Pour les articles homonymes, voir Söderström.
Elisabeth Anna Söderström (née le 7 mai 1927 à Stockholm, où elle est morte le 20 novembre 2009,) est une chanteuse lyrique (soprano) suédoise.

## Biographie
Née à Stockholm, Elisabeth Söderström a reçu ses premières leçons musicales d'Adélaïde Andrejeva von Skilondz et plus tard étudia à l'École royale supérieure de musique de Stockholm. Elle fit ses débuts en 1947 au Drottningholm Palace Theatre dans un singspiel de Mozart : Bastien et Bastienne. De 1949 à 1980 elle fit du Royal Swedish Opera sa maison mais se produisit fréquemment dans les plus grandes salles d'opéra à travers le monde. Elle fut aussi une habituée régulière des studios d'enregistrement. Entre 1959 et 1964 Söderström fut sous contrat avec le Metropolitan Opera de New York avec lequel elle revint de 1983 à 1987. Sa dernière grande prestation sur scène fut en 1999 La Dame de pique de Tchaikovsky au Metropolitan Opera.
Durant sa longue carrière, Elisabeth Söderström se distingua comme une soprano à la technique parfaite et au timbre chaleureux, avec un style qui lui permit de chanter une large palette d'œuvres lyriques, allant de la musique du XVIIe siècle à la musique contemporaine. Entre des productions de grands opéras, Söderström a donné de nombreux concerts et récitals à travers le monde entier. Elle a enregistré de nombreux disques, notamment les chants complets de Rachmaninov, accompagnée par Vladimir Ashkenazy.
Entre 1993 et 1996 Söderström dirigea le Drottningholm Palace Theatre, la toute première scène où elle débuta cinquante ans plus tôt.
En 1983, sous la direction de James Levine, elle chanta le trio final du Chevalier à la rose de Strauss avec Kathleen Battle et Frederica von Stade au Gala du Centenaire du Metropolitan.
Elisabeth Söderström était mariée à Sverker Olow depuis 1950.
Elle a fait paraître ses mémoires : I min tonant (A mon diapason).

## Enregistrements
- Symphonie n°4 d'Hugo Alfvén, Orchestre philharmonique de Stockholm, dir. Stig Westerberg, 1979, 1986, Bluebell
- Le Chevalier à la rose de Richard Strauss : Régine Crespin (La Maréchale), Elisabeth Söderström (Octavian), Hilde Güden (Sophie), Heinz Holecek (Faninal), Orchestre de Vienne, Silvio Varviso, Decca, 1964 (extraits)

## Distinctions
- Médaille de Sa Majesté le Roi

## Sources
- (en) Cet article est partiellement ou en totalité issu de l’article de Wikipédia en anglais intitulé « Elisabeth Söderström » (voir la liste des auteurs).